# Marvdasht (shahrestan)
Marvdasht (persiska: شهرستان مرودشت, Shahrestan-e Marvdasht) är en delprovins (shahrestan) i provinsen Fars i Iran. Antalet invånare i delprovinsen var 323 434 vid folkräkningen 2016. Administrativt centrum är staden Marvdasht.